# Lea (rod)
Lea (Leea) je rod rostlin z čeledi révovité. Jsou to převážně dřeviny se střídavými jednoduchými nebo zpeřenými listy. Květy jsou drobné, čtyřčetné nebo pětičetné. Plodem je bobule. Rod zahrnuje 36 druhů a je rozšířen v tropech Starého světa. V minulosti byl řazen do samostatné čeledi Leeaceae.

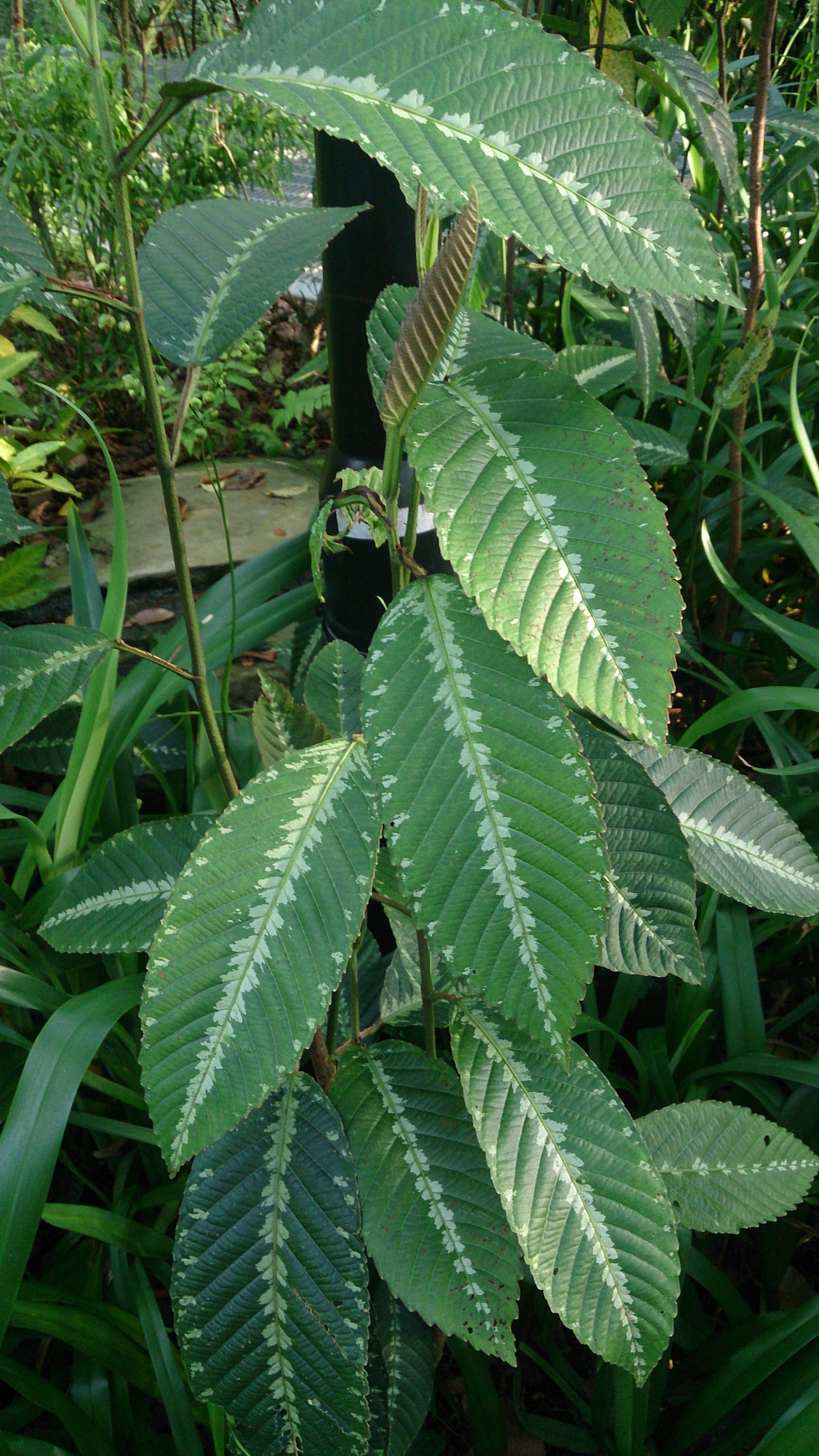
Leea zippeliana

## Popis
Většina druhů jsou nevysoké keře až stromy nebo výjimečně vytrvalé byliny s dřevnatějící bází. Některé stromovité druhy dorůstají výšek až 15 metrů (Leea angulata, L. indica aj.). Rostliny jsou až na výjimky beztrnné. Listy jsou zpeřené, trojlisté nebo jednolisté, na okraji vroubkované nebo pilovité, na ploše čepele lysé nebo chlupaté jednoduchými chlupy. Báze řapíku vybíhá v palistovité výběžky obklopující vrchol stonku. Na rubu listů jsou hvězdovité chlupy nebo tzv. perlové žlázy, připomínající droboučké kapičky rosy. Květenství jsou různě modifikované vrcholíky, vyrůstající naproti listovým řapíkům. Květy jsou pravidelné. drobné, oboupohlavné, čtyř nebo pětičetné. Kalich je zvonkovitý, s trojúhelníkovitými cípy. Korunní lístky jsou na bázi srostlé s tyčinkami, v poupěti vrcholovou částí spojené, později volné. Tyčinky jsou srostlé v trubičku, která je ve střední části srostlá s bází koruny. Semeník obsahuje 4 až 8 komůrek, v každé je jediné vajíčko. Čnělka je krátká, zakončená lehce ztlustlou bliznou. Plodem je bobule, obsahující obvykle 4 až 6 semen.

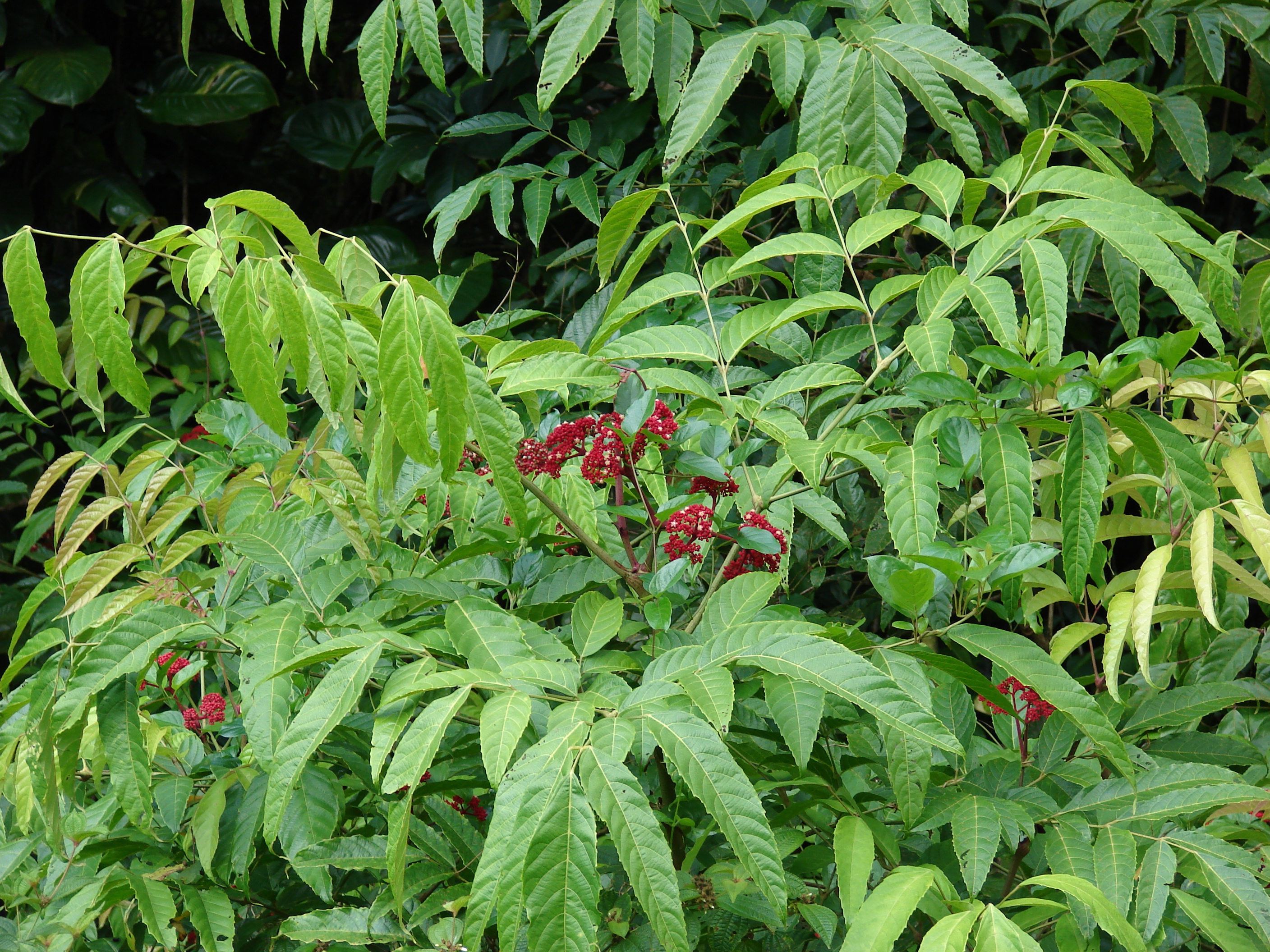
Leea philippinensis
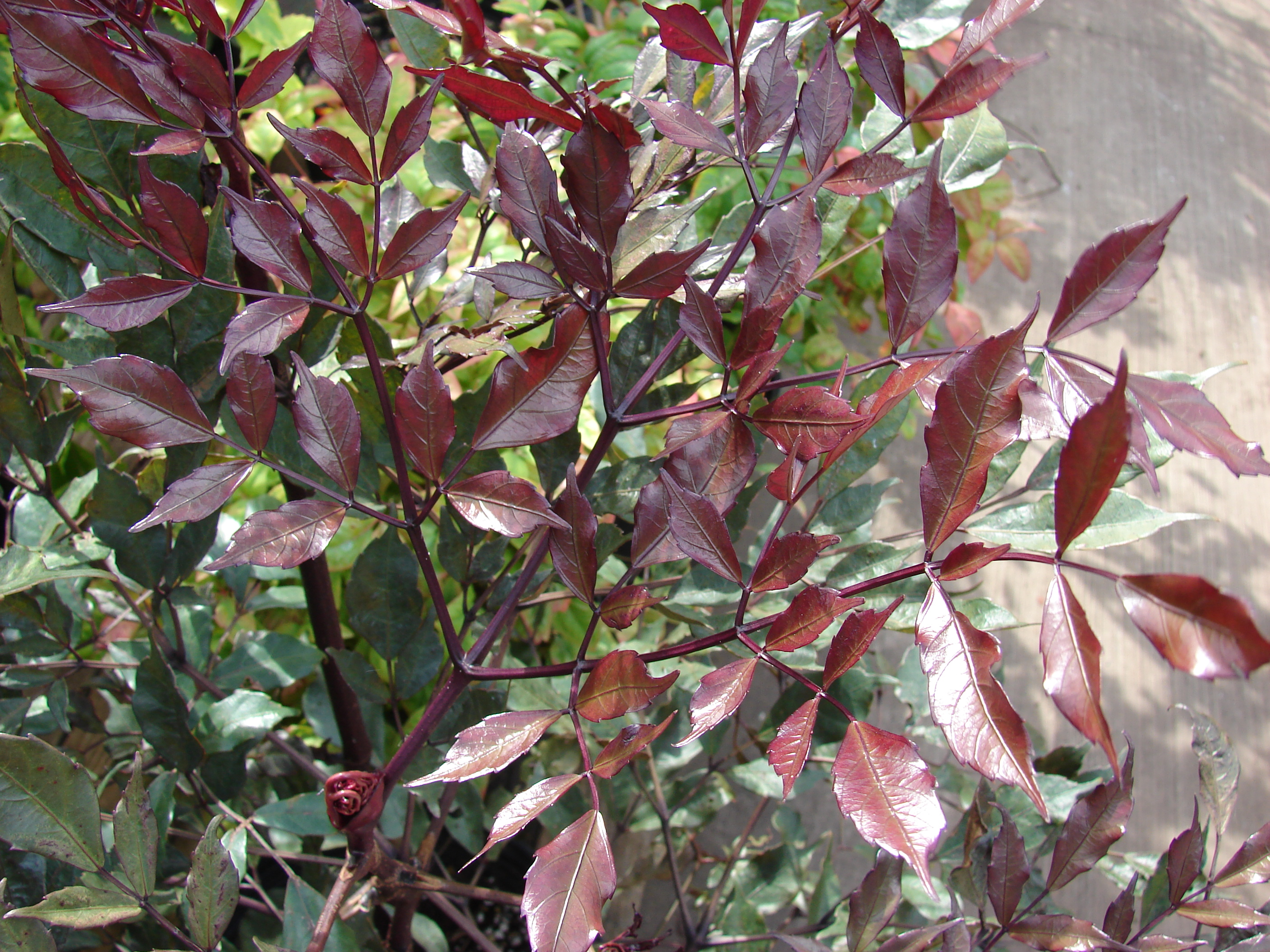
Listy Leea guineensis
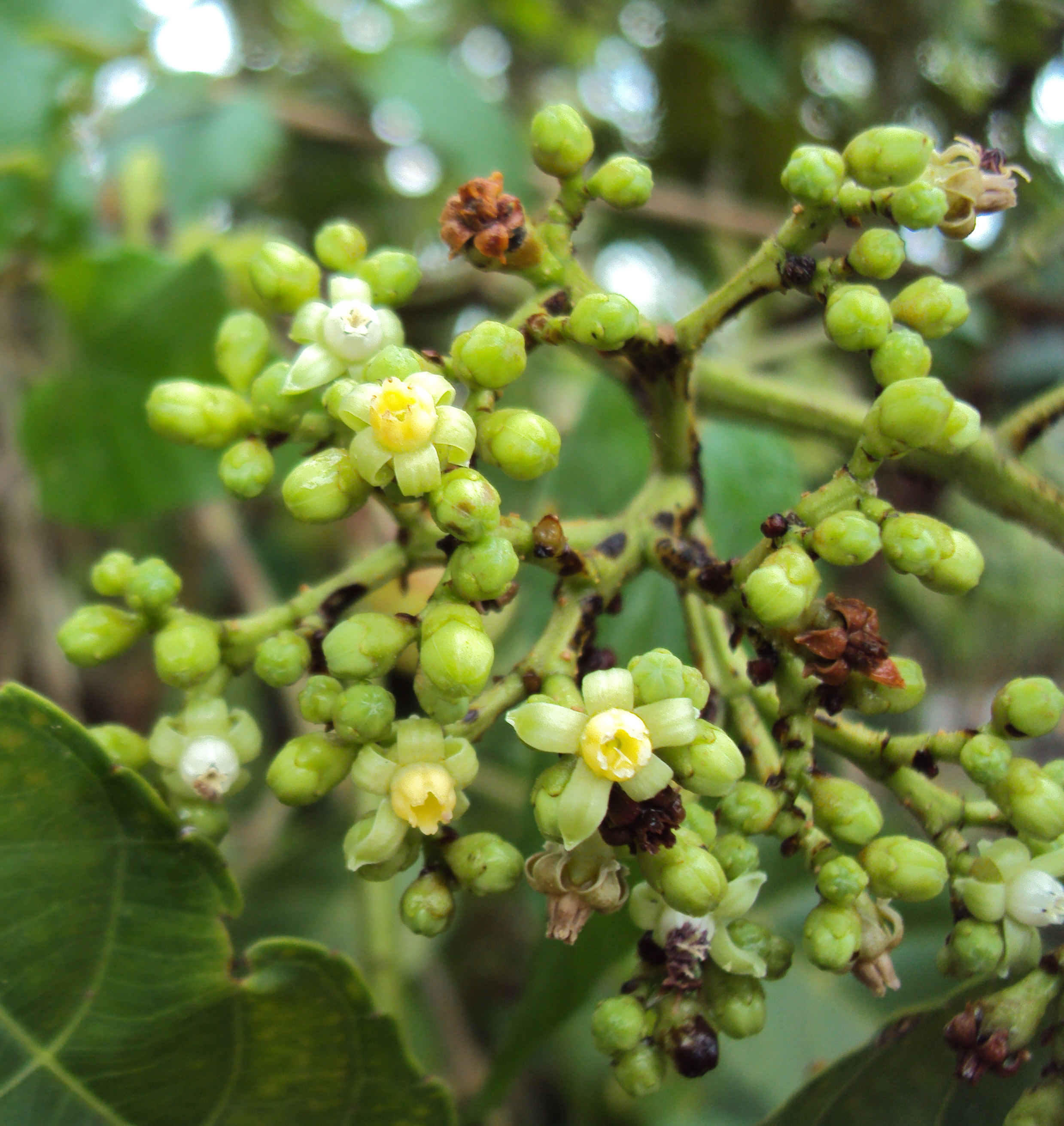
Detail květů Leea indica

## Rozšíření
Rod lea zahrnuje 36 druhů. Je rozšířen v tropické Asii, Africe, Madagaskaru, Austrálii a Oceánii. Areál rozšíření v Asii sahá od Indie (5 druhů) přes jižní Čínu (10 druhů) a jihovýchodní Asii po souostroví Fidži a Vanuatu. Nejvíce druhů se vyskytuje v jihovýchodní Asii (celkem 25 endemických druhů). V Austrálii se vyskytují 2 druhy a jsou svým výskytem omezeny na severní a severovýchodní část kontinentu. Největší areál má druh Leea guineensis, rozšířený od Afriky a Madagaskaru přes tropickou Asii po Tchaj-wan a Filipíny. V africké oblasti se dále vyskytuje 1 endemický druh (Leea tinctoria) na ostrově São Tomé v Guinejském zálivu a 1 endemit (Leea spinea) na Madagaskaru.
Nejrozšířenější druh, Leea guineensis, roste v sekundární vegetaci, zejména v poříčních lesích, přesahuje však i do sušších oblastí. Druhy s menšími areály výskytu většinou rostou v podrostu primárních tropických lesů a podél vodních toků. Většina druhů se vyskytuje spíše v nižších nadmořských výškách, některé himálajské druhy však dosahují nadmořských výšek až 2500 metrů.

## Ekologické interakce
O způsobech opylování není mnoho známo. Květy jsou drobné, nenápadně zbarvené a nevonné. Navštěvují je zejména včely a pestřenky.

## Taxonomie
V minulosti byl rod Leea často řazen do samostatné čeledi Leeaceae (např. Cronquist, Tachtadžjan). V systému APG je vřazen do čeledi Vitaceae. Podle kladogramů tvoří bazální větev této čeledi.

## Význam
Druh Leea guineensis je zřídka pěstován v českých botanických zahradách.